# Melocactus zehntneri
Melocactus zehntneri, coroa-de-frade ou cabeça-de-frade é um cacto de forma cilíndrica, com costelas bem acentuadas, com espinhos marrons numerosos, mas curtos e direitos.

## Sinônimos
- Cactus zehntneri Britton & Rose
- Melocactus arcuatispinus Brederoo & Eerkens
- Melocactus canescens F. Ritter
- Melocactus canescens var. montealtoi F. Ritter
- Melocactus curvicornis Buining & Brederoo
- Melocactus douradaensis Hovens & Strecker
- Melocactus giganteus Buining & Brederoo
- Melocactus helvolilanatus Buining & Brederoo
- Melocactus macrodiscus Werderm.
- Melocactus saxicola L. Diers & E. Esteves Pereira
- Melocactus zehntneri subsp. canescens (F. Ritter) P.J. Braun
- Melocactus zehntneri var. curvicornis (Buining & Brederoo) P.J. Braun
- Melocactus zehntneri var. viridis F. Ritter

## Descrição
À medida que cresce pode tomar a forma de uma pirâmide e na maturidade desenvolve uma cabeça no topo, chamada de cephalium, coberta de espinhos bem pequenos, delgados e vermelhos.
Entre os espinhos nascem pequenas flores rosadas ou vermelhas.

## Cultivo
Local ensolarado e quente, pois é sensível ao frio.
Substrato de cultivo o solo mineral comum, com areia misturada para boa drenagem.
Colocar mulching de pedriscos pequenos ou brita de graduação fina.

## Paisagismo
Em vasos, como planta isolada ou em vasos de boca larga em conjunto com outros cactos ou mesmo suculentas, desde que tenham várias horas de sol diárias.
Para regiões de clima quente, poderá fazer parte do jardim de rochas, onde fará belo efeito.